# Дејв Франко
Дејв Франко (енгл. Dave Franco) је амерички глумац, рођен 12. јуна 1985. године у Пало Алтоу (Калифорнија).
Каријеру је започео малим улогама у филмовима као што су Кул момци (енгл. Superbad), 2007. и Чарли Сент Клауд (енгл. Charlie St. Cloud), 2010. Након главне улоге у деветој сезони комичне серије Стажисти (енгл. Scrubs), Франко је доживeо свој филмски пробој кроз споредну улогу у комедији На тајном задатку (енгл. 21 Jump Street) 2012. године.
Франко је имао главне улоге у филмовима Ноћ страве (енгл. Fright Night,2011), Велика илузија (енгл. Now You See Me, 2013) и његовом наставку Велика илузија 2 (енгл. Now You See Me 2, 2016), Врела срца (енгл. Warm Bodies, 2013), Лоше комшије (енгл. Neighbors, 2014) и његовом наставку Лоше комшије 2: Успон сестринства (енгл. Neighbors: Sorority Rising, 2016), Петља (филм) (енгл. Nerve, 2016), Часне сестре (енгл. The Little Hours, 2017), Маестро лошег филма (енгл. The Disaster Artist, 2017), Лего Нинџаго филм (енгл. The Lego Ninjago Movie, 2017) и Шапат улице (енгл. If Bеаle Street Could Talk, 2018).

## Детињство и младост
Франко је рођен у Пало Алтоу у Калифорнији, где је одрастао са своја два старија брата, Томом и Џејмсом.
Студирао је на Универзитету Јужна Калифорнија и првобитно се замислио као средњошколски учитељ који би предавао креативно писање, све док га његов брат, Џејмс Франко, није одвео на позоришни час када је био студент друге године, где је почео да учи глумачке вештине.

## Kаријера
Франко је 2006. глумио у телевизијској серији Седмо небо (енгл. 7th Heaven). Појавио се у телевизијским емисијама попут Не узнемираваj (енгл. Do Not Disturb) и Млада правда (енгл. Young Justice). Франко је такође имао запажене улоге у филмовима као што су Кул момци (енгл. Superbad), Чарли Сент Клауд (енгл. Charlie St. Cloud), На тајном задатку (енгл. 21 Jump Street), Врела срца (енгл. Warm Bodies),  Пречица (енгл. The Shortcut) и Велика илузија (енгл. Now You See Me). У мају 2008. године играо је у телевизијској серији На високој нози (енгл. Privileged). Серија је усредсређена на живог тутора за две размажене наследнице у Палм Бичу. Франко је играо веома заступљену улогу у тој серији. Серија је премијерно приказана 9. септембра 2008. пред 3,1 милиона гледалаца. Оцене су наставиле да падају сваке недеље, а шеста епизода серије је достигла 1.837 милиона гледалаца. Си-Даблју није објавио другу сезону због ниских оцена.
У августу 2009. године часопис Варајати (енгл. Variety) је објавио да ће Франко бити у редовној улози за девету сезону Еј-Би-Си-ове ситком серије Стажисти (енгл. Scrubs). Франко је приказао улогу студента медицине Kоула Аронсона, чија је породица уплатила велику своту новца у болницу Сикрет Харт како би добио стаж. Франко се наставио појављивати у свих тринаест епизода девете сезоне и добио је похвале критичара за свој наступ; међутим, девета сезона је такође била и сезона серије.
МТВ Нетворкс (енгл. MTV Networks) га је назвао једном од својих „Звездица пробијања које треба гледати“ у 2011. години. У августу 2011. Франко је глумио у 3Д комедиојском хорор филму Ноћ страве (енгл. Fright Night) заједно са Колином Фарелом и Тони Колет. Филм је обрада истоименог филма из 1985. године и прати тинејџера за којег се сазна да је његов комшија вампир. Франко је играо улогу популарног средњошколца Марка. Филм је добио позитивне критике и наставио да зарађује преко 41 милиона долара широм света.
У априлу 2012, Шалом Лајф је њега и његовог брата Џејмса Франка сврстао под број 2 на листи „50 најталентованијих, интелигентних, смешних и дивних Јевреја на свету”. У марту 2012. Франко је глумио у акцијској комедији Columbia Pictures продукције, На тајном задатку  (енгл. 21 Jump Street) као Ерик, средњошколац и водећи дилер дроге. Филм је заснован на истоименом телевизијском серијалу из 1987. године.
Године 2013. глумио је Пери Келвин у зомби романтичном филму Врела срца (енгл. Warm Bodies) . Филм, адаптација најпродаванијег истоименог романа, пратила је романсу између зомбија и човека током зомби апокалипсе. Исте године, Франко се појавио у криминалном трилеру Велика илузија (енгл. Now You See Me). Да би промовисао филм, интервјуисан је у емисији Боб Риверс Шоу (енгл. Bob Rivers) са седиштем у Сијетлу. Риверс је наговорио Франка да покаже способности бацања карата које је научио, а Франко је с хотелском картицом вешто исекао пола банане на још две половине.
Франкове улоге за 2014. годину укључују комедије Сета Рогена Лоше комшије и појављивање у филму На тајном задатку: Повратак на колеџ (енгл. 22 Jump Street).
Године 2015, глумио је заједно са Винсом Воном и Томом Вилкинсоном у комедији Недовршена посла (енгл. Unfinished Business).
Године 2016. репризирао је своје улоге у наставцима Лоше комшије 2: Успон сестринства, као Пит, и Велика илузија 2, као Џек Вилдер.
Године 2017. Франко се појавио у добро прихваћеној комедији Часне сестре, и признатој биографској комедији-драми, Маестро лошег филма, коју је режирао његов брат Џејмс. У њему представља Грега Сестера, младог глумца који се спријатељи са ексцентричним Томијем Вајсоуом и на крају глуми у Вајсоувом филму, Соба (енгл. The Room). Такође је глумио у другом филму који је режирао његов брат, Зировил(енгл. Zeroville) у улози глумца Монгомерија Клифта.

## Лични живот
Франко је започео везу са глумицом Алисон Бри 2012. године. У августу 2015. године пар се верио. На приватној церемонији 13. марта 2017. су да су се венчали.

## Филмографија

### Филмови
| Година | Наслов                               | Улога                 | Напомена                                |
| ------ | ------------------------------------ | --------------------- | --------------------------------------- |
| 2006   | Frat Bros.                           | Еј Џеј                | кратак                                  |
| 2007   | Кул момци                            | Грег фудбалер         |                                         |
| 2007   | После секса                          | Сем                   |                                         |
| 2008   | Милк                                 | Телефонско дрво #5    |                                         |
| 2009   | Пречица                              | Mарк                  |                                         |
| 2009   | A Fuchsia Elephant                   | Mајкл                 | извршни продуцент                       |
| 2010   | Гринберг                             | Рич                   |                                         |
| 2010   | Чарли Сент Клауд                     | Тимоти Патрик Саливан |                                         |
| 2011   | Срушена кула                         | Харт Крејн            |                                         |
| 2011   | Ноћ страве                           | Mарк                  |                                         |
| 2012   | Would You                            | Дејв                  |                                         |
| 2012   | На тајном задатку                    | Ерик Молсон           |                                         |
| 2013   | Врела срца                           | Пери Келвин           |                                         |
| 2013   | Велика илузија                       | Џек Вилдер            |                                         |
| 2014   | Лего филм                            | Воли (глас)           |                                         |
| 2014   | Лоше комшије                         | Пит                   |                                         |
| 2014   | На тајном задатку: Повратак на колеџ | Eрик Молсон           |                                         |
| 2015   | Незавршена посла                     | Mајкл Панкаке         |                                         |
| 2016   | Лоше комшије 2: Успом сестринствва   | Пит                   |                                         |
| 2016   | Велика илузија 2                     | Џек Вилдер            |                                         |
| 2016   | Петља                                | Ијан                  |                                         |
| 2017   | Часне сестре                         | Maсето                |                                         |
| 2017   | Маестро лошег филма                  | Грег Сестеро          |                                         |
| 2017   | Лего Нинџаго филм                    | Лојд Гармадон (глас)  |                                         |
| 2018   | 6 Балона                             | Сет                   |                                         |
| 2018   | Шапат улице                          | Леви                  |                                         |
| 2019   | Зеровил                              | Монтгомери Клифт      |                                         |
| 2019   | 6 одметнутих агената                 | Дејвид                |                                         |
| TBA    | The Rental                           |                       | Пост продукција; такође писац и редитељ |

### Телевизија
| Година    | Наслов                 | Улога                         | Напомена                        |
| --------- | ---------------------- | ----------------------------- | ------------------------------- |
| 2006      | Седмо небо             | Бенџамин Бејнсворт            | Епизода: "Highway to Cell"      |
| 2008      | Не узнемиравај         | Гас                           | 5 епизода                       |
| 2008      | Братства и сестринства | Гонзо                         | 6 епизода                       |
| 2008–2009 | На високој нози        | Закари                        | 5 епизода                       |
| 2009–2010 | Стажисти               | Кол Аронсон                   | 13 епизода                      |
| 2011–2012 | Млада правда           | Едвард Нигма / Riddler (глас) | 2 епизоде                       |
| 2015      | Other Space            | Чад Симпсон                   | 2 епизоде                       |
| 2016      | Боџек Хорсмен          | Алекси Бросефено (глас)       | Епизода: "Love And/Or Marriage" |
| 2016–2019 | Easy (TV серија)       | Џеф                           | 4 епизоде                       |
| 2018      | Little Big Awesome     | Дејв                          | 1 епизода                       |

### Видео игре
| Година | Наслов                  | Voice role             |
| ------ | ----------------------- | ---------------------- |
| 2016   | Marvel Avengers Academy | Тони Старк / Ајрон Мен |

### Веб
| Година | Наслов                       | Улога         | Напомена                                    |
| ------ | ---------------------------- | ------------- | ------------------------------------------- |
| 2011   | You're So Hot                | Себе          | Funny or die кратак; такође писац           |
| 2011   | Go F*ck Yourself             | Себе          | Funny or die кратак; такође писац           |
| 2012   | You're So Hot: Part Deux     | Себе          | Funny or die кратак; такође писац           |
| 2013   | Dream Girl                   | Себе          | Funny or die кратак; такође писац и редитељ |
| 2013   | Real Life H-O-R-S-E!         | Себе          | Funny or die кратак; такође писац           |
| 2013   | Chris & Daves Epic Adventure | Себе          | Funny or die series                         |
| 2014   | Hazing                       | Себе          | Funny or die кратак                         |
| 2014   | You're So Hot: Vol. 3        | Beatrix Kiddo | Funny or die кратак                         |
| 2015   | Madden: The Movie            |               | Madden NFL 16 промотивни кратак             |

### Рекламе
| Година | Наслов                                      | Компанија | Напомена |
| ------ | ------------------------------------------- | --------- | -------- |
| 2020   | Le Pionnier, a RIMOWA x Garrett Leight Film | RIMOWA    | Режисер  |